# Redzeń Stary (gromada)
Redzeń Stary – dawna gromada, czyli najmniejsza jednostka podziału terytorialnego Polskiej Rzeczypospolitej Ludowej w latach 1954–1972.
Gromady, z gromadzkimi radami narodowymi (GRN) jako organami władzy najniższego stopnia na wsi, funkcjonowały od reformy reorganizującej administrację wiejską przeprowadzonej jesienią 1954 do momentu ich zniesienia z dniem 1 stycznia 1973, tym samym wypierając organizację gminną w latach 1954–1972.
Gromadę Redzeń Stary siedzibą GRN w Redzeniu Starym (w obecnym brzmieniu Stary Redzeń) utworzono – jako jedną z 8759 gromad na obszarze Polski – w powiecie brzezińskim w woj. łódzkim, na mocy uchwały nr 29/54 WRN w Łodzi z dnia 4 października 1954. W skład jednostki weszły obszary dotychczasowych gromad Regny, Redzeń Stary (z wyłączeniem wsi Rewica Królewska) i Redzeń Nowy wraz z terenami P.K.P ze zniesionej gminy Mikołajów w powiecie brzezińskim, a także uroczysko leśne Węgrzynowice z dotychczasowej gromady Węgrzynowice oraz uroczysko leśne Kontrewers (z wyłączeniem gajówki Kontrewers) z dotychczasowej gromady Ignatów ze zniesionej gminy Budziszewice w powiecie rawskim. Dla gromady ustalono 16 członków gromadzkiej rady narodowej.
Gromadę zniesiono 31 grudnia 1961, a jej obszar włączono do gromady Katarzynów.